# Whitney Duncan
Whitney Duncan (Scotts Hill, 3 agosto 1984) è una cantautrice e personaggio televisivo statunitense.

## Biografia
Durante l'ultimo anno delle scuole superiori, Whitney Duncan ha firmato un contratto discografico, incidendo il singolo My World Is Over con Kenny Rogers. Nel 2007 ha partecipato al talent Nashville Star, dove si è classificata quinta. In seguito ha firmato per la Warner Records e ha pubblicato il secondo album Right Road Now, che ha raggiunto la 41ª posizione della Top Country Albums e ha generato due singoli nella Hot Country Songs.
Nel 2011 ha partecipato al reality Survivor, dove è finita nona classificata.

## Discografia

### Album in studio
- 2007 – Whitney Duncan
- 2010 – Right Road Now
- 2013 – One Shot

### EP
- 2008 – Selections from Right Road Now
- 2011 – Young in America

### Singoli
- 2004 – My World Is Over (con Kenny Rogers)
- 2008 – When I Said I Would
- 2009 – The Bed You Made
- 2009 – Skinny Dippin'
- 2010 – Just Knowing You Love Me (con Jimmy Wayne)
- 2014 – Roll All Night